# Polyrhachis mondoi
Polyrhachis mondoi är en myrart som beskrevs av Horace Donisthorpe 1938. Polyrhachis mondoi ingår i släktet Polyrhachis och familjen myror. Inga underarter finns listade i Catalogue of Life.